# پوکویو
پوکویو (اسپانیایی: Pocoyó‎) نام یک مجموعهٔ تلویزیونی کارتونی اسپانیایی-بریتانیایی است که ویژه کودکانِ پیش‌دبستانی ساخته شده است و خالق آن «گی‌یرمو گارسیا کارسی»، «کُلمن لوپز»، «لوئیس گایه‌گو» و «دیوید کانتویا» هستند.
تاکنون دو فصل از این مجموعه تهیه شده که هریک مشتمل بر ۵۲ قسمت ۷ دقیقه‌ای است. در سال ۲۰۰۹ میلادی، فصل سوم این مجموعه با عنوانِ «بزن بریم، پوکویو!» که یک اسپین‌آف است، با هدفِ آموزش زبان انگلیسی به کودکان پیش‌دبستانی اسپانیایی‌زبان ساخته شد. از سال ۲۰۱۶ میلادی نیز، فصل چهارم آن با عنوانِ «Pocoyo Planet» تولید شده و از طریق اپلیکیشن «ناگین» (Noggin) در دسترس است.
راوی نسخهٔ انگلیسی این کارتون در دو فصل اول «استیون فرای» و راوی نسخهٔ اسپانیایی آن «خوزه ماریا دِل ریو» است.
وقایع این کارتون در یک فضای گرافیک سه‌بعدی رایانه‌ای با پس‌زمینهٔ سادهٔ سفیدرنگ رخ می‌دهد و دربارهٔ یک پسرک ۴ ساله به نام «پوکویو» و روابطش با دوستانش «پاتو» (اردک)، «اِلی» (فیل) و «لولا» (سگ) است و ماجراهایی است که هربار با آن مواجه می‌شوند. راوی داستان، هم با کاراکترهای کارتونی صحبت می‌کند و هم، بینندگان را خطاب قرار می‌دهد. هر شخصیت کارتونی، رقصی مخصوص‌به‌خود دارد و همچنین صدایی خاص که معمولاً توسط یکی از آلات موسیقی ایجاد می‌شود و بیشتر قسمت‌های کارتون نیز، با رقص شخصیت‌های اصلی خاتمه می‌یابد.
در ژوئن ۲۰۰۶ میلادی، پوکویو برندهٔ «جایزهٔ کریستال» در جشنواره بین‌المللی فیلم انیمیشن انسی، بابت «بهترین تولید تلویزیونی» شد.

## TV

### Pocoyo 00
1. Pilot
2. The See-Saw

### Pocoyo 0
1. Trial
2. Let's go on the See-Saw
3. Guess What?